# ГШ-18
ГШ-18 (індекс ГРАУ — 6П54) — російський пістолет, розроблений в кінці 1990—х років в тульському Конструкторському бюро приладобудування. Назву отримав за першими літерами прізвищ конструкторів, під керівництвом яких проектувався (Грязева Василя Петровича і Шипунова Аркадія Георгійовича) і числа «18», що означає місткість магазина.
Серійно виробляється з 2001 року, пропонується на експорт.
У 2000 році ГШ—18 прийнятий на озброєння спецпідрозділів Міністерства юстиції РФ, в 2001 році — на озброєння спецпідрозділів і окремих категорій співробітників МВС РФ. У 2003 році, за результатами конкурсу на новий армійський пістолет, здатний замінити на озброєнні пістолет Макарова, прийнятий на озброєння російської армії. З грудня 2005 року включено до переліку нагородної зброї. У вересні 2006 року прийнято на озброєння прокуратури РФ як зброя для особистого захисту прокурорів і слідчих. Прийнятий на озброєння Федеральної служби судових приставів.

## Історія створення
Хоча рішення про можливість застосування в новому армійському пістолеті «патрона типорозміру 9 × 19 мм» було прийнято в листопаді 1993 року, до участі в конкурсі з ДКР «Грач» КБП підключилося тільки восени 1998 року (після закінчення роботи над пістолетом П—96). Протягом 1999 року було завершено весь комплекс робіт по створенню нового пістолета: від розробки технічної документації до заводських випробувань. [ Державні] випробування дослідних зразків ГШ-18 почалися в січні 2000 року і були закінчені влітку 2000 року. В ході випробувань в конструкцію були внесені певні зміни, в результаті яких ГШ—18 отримав закінчений вигляд. В процесі робіт вдалося істотно підвищити ресурс деталей і безвідмовність роботи зброї в ускладнених умовах, причому упор робився на роботу з високо—імпульсним патроном 9х19 ПБП (патрон бронебійний пістолетний) власної розробки (індекс ГРАУ 7Н31).
Перші дослідні пістолети ГШ відрізнялися від П—96 принципом замикання. Замикання поворотом ствола з зачепом його за вікно для викиду гільз не годилося для патронів 9 × 19 мм, тому відпрацьовувалися дві схеми: замикання хитним клином (типу Р—38) і сережкою (типу ТТ). До полігону же дійшов пістолет із замиканням поворотом ствола, але механізм замикання був повністю перероблений. Поворот здійснювався за рахунок взаємодії виступу на казенній частині ствола з копірним пазом вкладиша рамки пістолета. У передній частині затвора нерухомо закріплена вкладна муфта з 10 парними бойовими упорами для зчеплення затвора зі стволом. Кількість бойових упорів на стволі також було доведено до десяти (у П—96 — один упор). Зменшився з 30° до 18° кут повороту ствола при замиканні.

## Конструкція
Конструкція пістолета вкрай технологічна у виробництві (широко застосовується лиття під тиском, штампування і зварювання, що дозволяє зменшити трудомісткість виготовлення), проте вартість технологічного оснащення та обладнання для виробництва ефективно окупляється тільки при виготовленні великих партій. В результаті, через малий обсяг випуску, собівартість ГШ-18 вища, ніж у пістолета Яригіна.
Система автоматики пістолета заснована на віддачі ствола при його короткому ході, а замикання каналу ствола його обертанням. Така схема дозволяє різко зменшити габарити зброї, але застосовується досить рідко.
Рамка пістолета виконана зі склонаповненого поліаміду зі сталевими вставками, що зменшило вагу зброї, а також трохи знизило імпульс віддачі за рахунок демпфуючих властивостей пластика. Ствол із шістьма полігональними нарізами виготовлений холодним куванням. Затвор штампозварний, із 3-мм сталевого листа.
Ударно-спусковий механізм - ударниковий, подвійної дії, з попереднім частковим зведенням ударника при русі затвора і дозведенням при натисканні на спусковий гачок. Бойова пружина зводиться при відкаті, потім, при накаті, частково віддає енергію, працюючи спільно з поворотною пружиною перед постановкою ударника на шептало. Така схема забезпечує повне замикання ствола.
Конструкція пістолета дозволяє в польових умовах здійснювати повне збирання/розбирання пістолета без залучення будь-яких додаткових інструментів, використовуючи тільки затворну затримку .
Пістолет володіє чотирма ступенями захисту: два автоматичних запобіжника спуска і два запобіжники, що спрацьовують при неповному замиканні ствола. Один запобіжник спуска блокує спусковий гачок і вимикається при натисканні на ньому кнопки, а інший блокує розмикачем шептало в верхньому положенні і вимикається при повному натисканні на спусковий гачок. При неповному замиканні ствола один запобіжник, що складається з механізму, який  роз'єднує, виключає зниження шептала, а інший не дозволяє ударнику розбити капсуль. Багатоступенева система запобігання ГШ—18 повністю забезпечує безпеку поводження з пістолетом в будь-яких умовах експлуатації, що підтверджено в процесі полігонних випробувань. У числі інших тестів пістолет витримав багаторазові падіння з висоти 1,5 м на бетонну плиту з ударником, який стоїть на бойовому взводі. Відрізняється підвищеною боєготовністю, так як має самозводний ударно-спусковий механізм і автоматичний запобіжник.
Прицільні пристосування складаються з регульованого цілика, розташованого на затворному блоці (що критики пістолета вважають недоліком, так як з часом затворний блок може розбовтатися в затворі і точність прицілювання і стрільби впаде) і регульованої по горизонталі мушки. Для стрільби в умовах низької освітленості передбачена можливість установки на мушку і цілик світлових капсул.
Магазин дворядний, коробчастий, з шаховим розташуванням патронів і дворядним їх виходом. Бічні і задня поверхні магазина мають великі вирізи, що дозволяють на дотик і при огляді визначати кількість патронів.

## Боєприпаси
Для ГШ-18 розроблено спеціальний бронебійний набій 9х19 мм 7Н31. Куля має осердя з термозміцненої сталі. Вага кулі 4.1 грама, початкова швидкість 600 м/с, дулова енергія 600 Дж.
Також можливе використання для стрільби комерційних патронів 9 × 19 мм Парабелум, патрона 9х19 NATO, а також російського патрона 9 × 19 мм 7Н21, енергія якого (550 Дж) перевищує енергію патрона 9х19 NATO, і спеціальним патроном 9х19 ПБП підвищеного бронепробиття з дуловою енергією близько 800 Дж.
Напівоболонкова куля патрона 9х19 ПБП має сталеве термозміцнене осереддя оголене в головній частині. Сорочка виготовлена з алюмінієвого сплаву. Висока швидкість та особливості конструкції кулі забезпечують пробиття всіх типів бронежилетів до 3 класу включно, непробивних навіть кулями патрона 7,62х25 ТТ при стрільбі з пістолетів-кулеметів.

## Відгуки про пістолет у військових
В цілому відгуки про пістолет ГШ—18 різноманітні — від захоплено—рекламних до скептичних. У будь-якому випадку, до переваг ГШ—18 можна віднести дуже малу для свого класу вагу, більшу місткість магазина, низьке розташування ствола щодо руки стрільця.
ГШ-18 забезпечує дуже комфортні умови для стрільця. Пояснюється це, перш за все зручною формою руків'я, відмінним балансом пістолета і деяким гасінням віддачі в процесі відмикання каналу ствола і зведення бойової пружини. Крім того, ергономічна форма рукоятки і близьке розташування центру тяжіння пістолета до осі каналу ствола сприяють швидкому поверненню пістолета на лінію прицілювання, що позитивно позначається на купчастості при веденні швидкісної стрільби.
Серйозним недоліком пістолета є викид гільзи прямо і вгору. При малій вазі пістолета і використанні легкої і високошвидкісної кулі віддача дуже значна і ніяка ергономіка її не компенсує. Другим значним недоліком є практична неможливість ручного заряджання магазина на більш ніж 12—15 патронів без використання спеціальних пристосувань. Спочатку пістолет розроблявся для масового виробництва і виробництво малими партіями не виправдовує погіршення якості виробництва при малих серіях. Якщо розглядати його за критеріями, заданими в ТТЗ, а саме масова заміна пістолета ПМ, — то він чудовий.[джерело?]

## Варіанти і модифікації
- тактична модифікація ГШ—18 — восени 2012 розпочато випуск нового варіанту пістолета ГШ—18. Зміни: новий полімерний матеріал рамки, змінена форма спускової скоби, додано елемент рейки Пикатіні, незначно збільшена довжина рамки для можливості кріплення ПБС.
- ГШ—18 "Спорт" — був представлений в жовтні 2010 року на збройовій виставці, відрізняється зміненою конструкцією запобіжника на спусковому гачку (запобіжник відмикається поворотом навколо осі спускового гачка цілком, а не його частини), додатковим рифленням на передній частині кожуха затвора і магазином зміненої конструкції на 10 патронів.
- ГШ—18 "Спорт 2" — серійний випуск налагоджено на початку 2012 року. Відрізняється зміненої формою руків'я і магазином на 18 патронів
[13]

У стандартний комплект поставки входить пістолет, два магазини, пристосування для заряджання, запасна пружина ударника і шомпол.

### Травматичний пістолет
У жовтні 2010 року на збройовій виставці був представлений дослідний демонстраційний зразок травматичного пістолета ГШ—18Т під патрон .45 Rubber. Від бойового прототипу він відрізняється спрощеною конструкцією (відсутній запобіжник на спусковому гачку, автоматика працює за рахунок енергії віддачі вільного затвора), наявністю в каналі ствола двох виступів—розсікачів (виключають можливість стрільби бойовими набоями) і зменшеною до 7 патронів місткістю магазина. У зв'язку зі змінами в законодавстві проект припинений.

## Бойове застосування

### Російсько-українська війна
Поблизу населеного пункту Димер на Київщині спецпризначенці ГУР МО України знищили колону Росгвардії. Залишені окупантами в розбитих машинах документи 748 окремого батальйону оперативного призначення Росгвардії (в/ч 6912, м. Хабаровськ) серед яких був атестат з переліком наявної в підрозділі зброї. В переліку було названо, зокрема, автоматичний пістолет Стєчкіна АПС (50 одиниць) а також пістолети Макарова, ГШ-18, Яригіна, та один Glock 17.

## Зображення

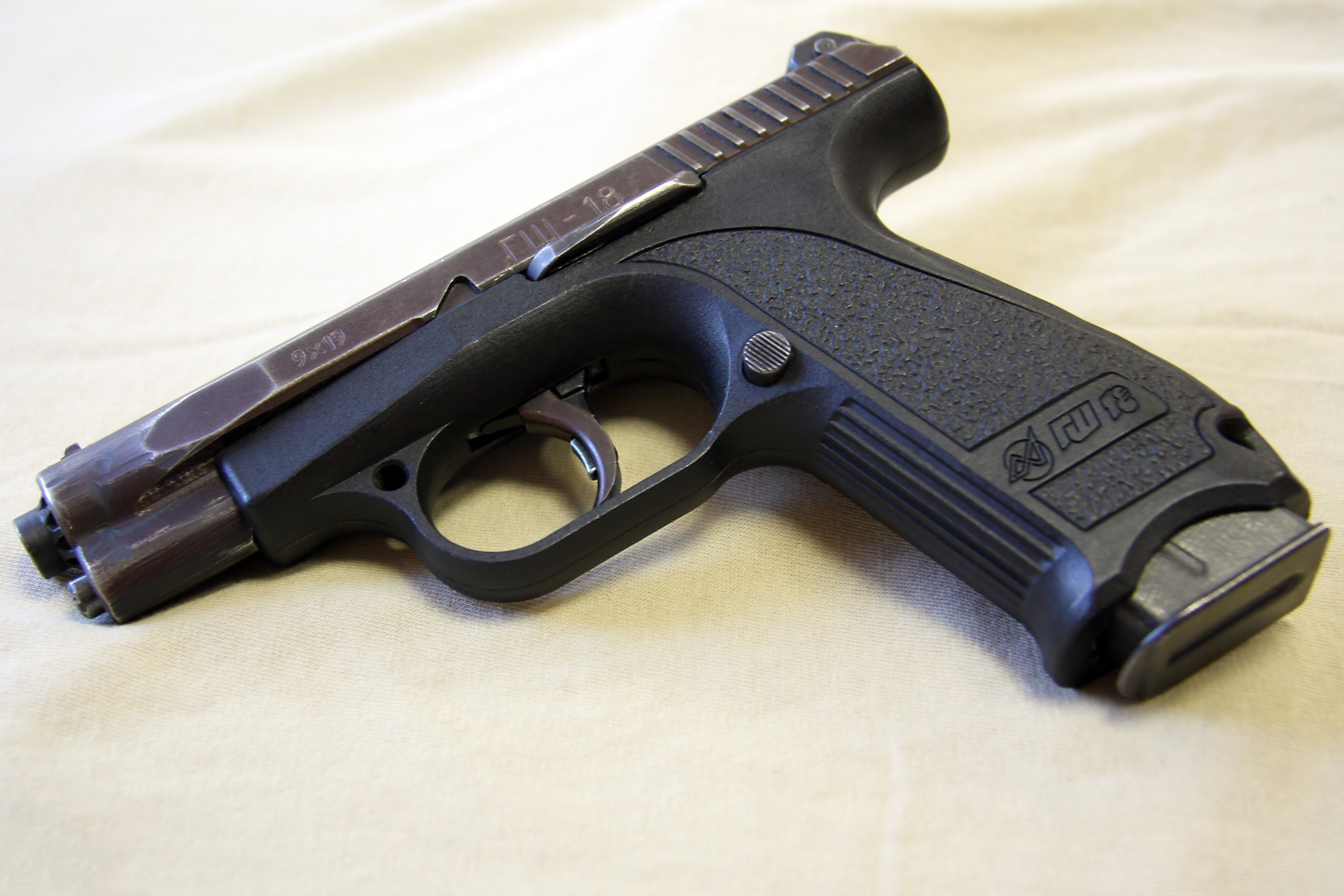
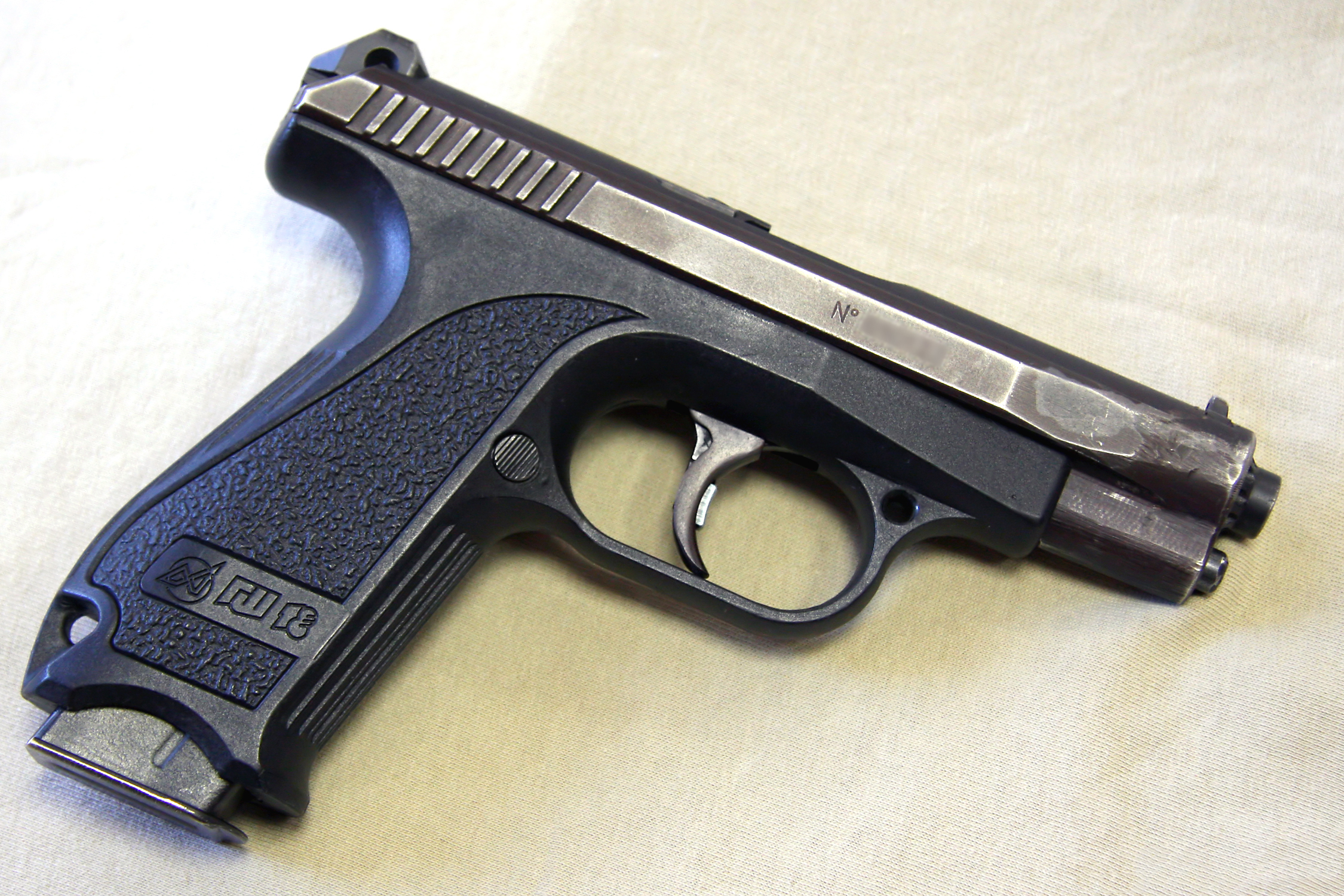
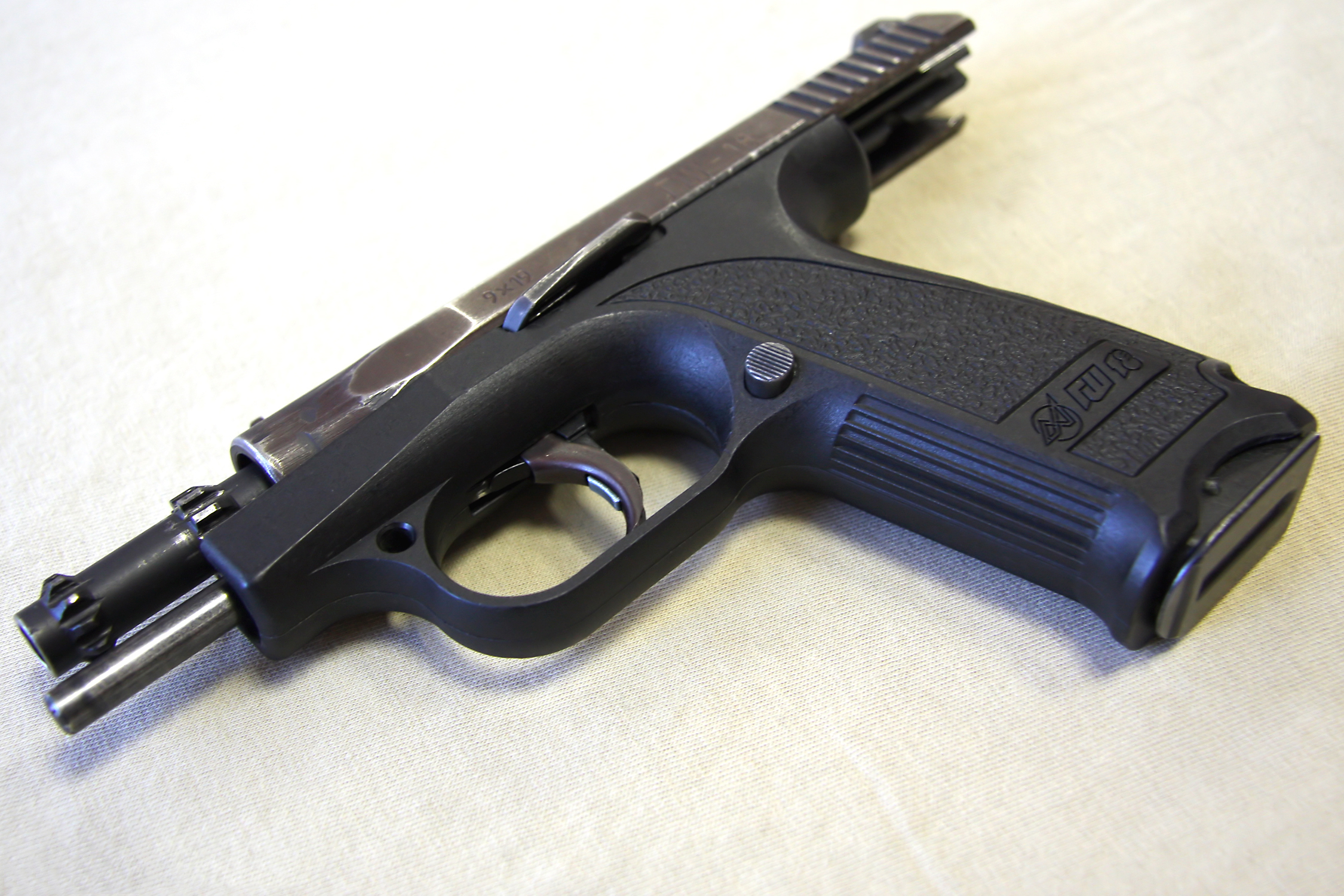
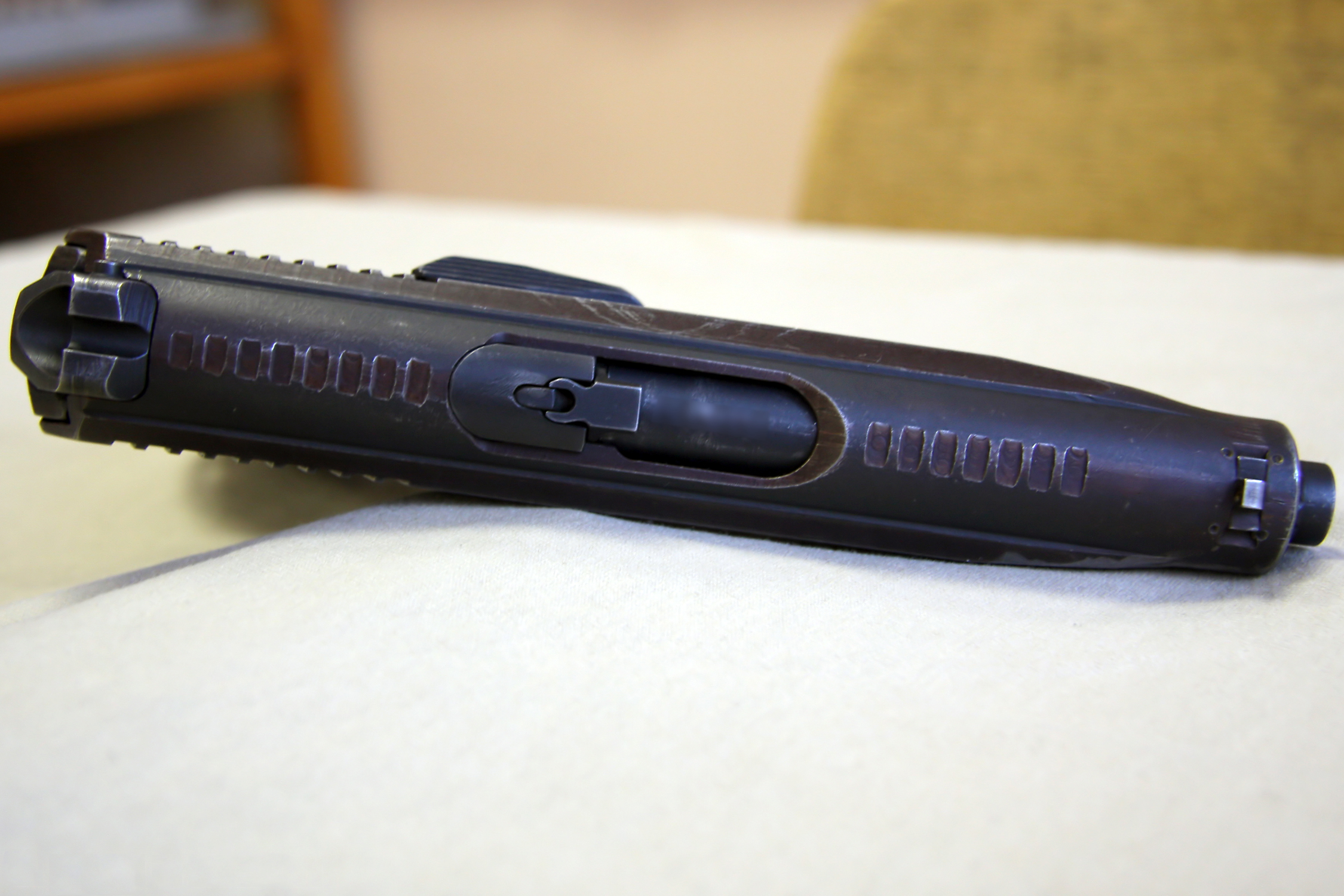
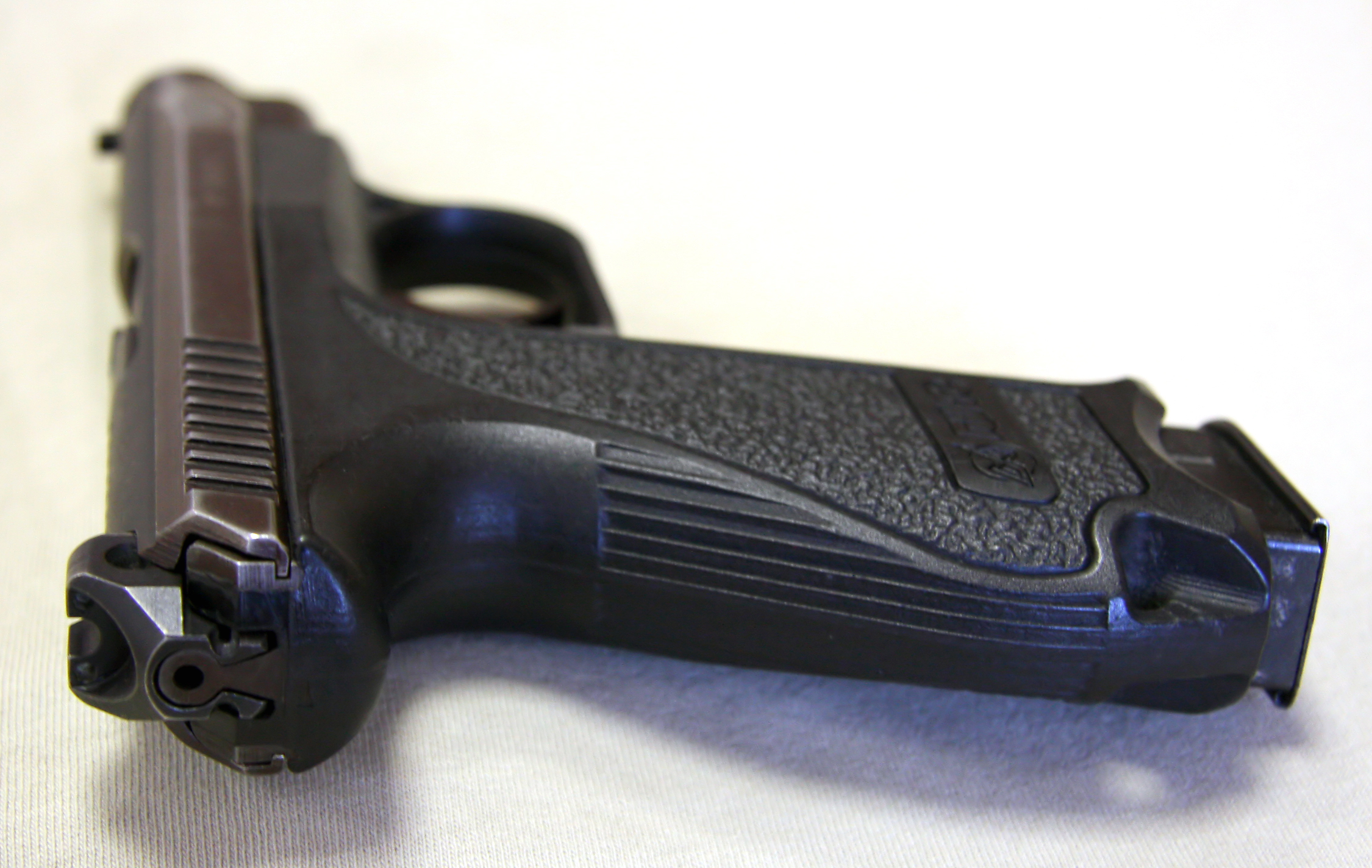
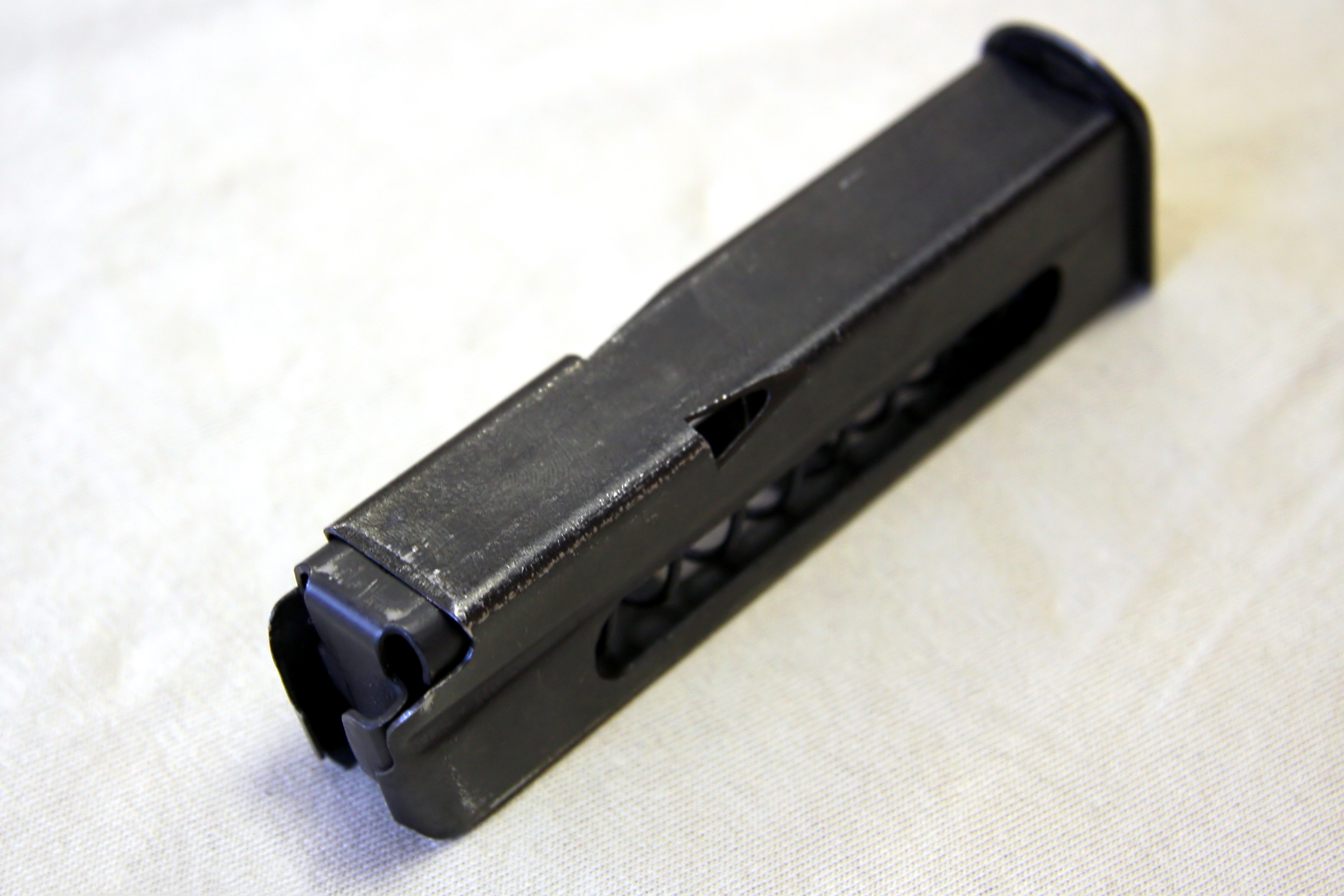

### Виноски
1. ↑  в останні роки входить до складу експозицій КБП на збройових виставках